# غوران ماركوف
غوران ماركوف (27 فبراير 1970 بإسكوبية في جمهورية مقدونيا - ) هو مدرب كرة قدم ولاعب كرة قدم مقدوني في مركز الهجوم. لعب مع هانزا روستوك ويونيون برلين ونادي فوبرتال الرياضي وبلو فايس برلين وTuS Makkabi Berlin ‏ وLichterfelder FC ‏ وTürkiyemspor Berlin ‏ وتنس بوروسيا برلين و.

## وصلات خارجية
- غوران ماركوف على موقع قاعدة بيانات كرة القدم.إي يو (الإنجليزية)
- غوران ماركوف على موقع بيانات كرة القدم. دي إي (الألمانية)
- غوران ماركوف على موقع عالم كرة القدم.نت (الإنجليزية)